# 留多加町

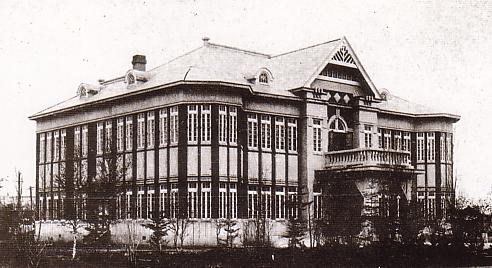
留多加町公所。

留多加町（日语：／ Rūtaka chō */?）是日本統治下的樺太廳的一個已不存在的町，現在名為阿尼瓦。町名的官方讀法是るうたか，不過也常被讀作るたか。
名稱來自於阿伊努語的「ru-ota-ka」（沙上的路）。

## 概要
- 面向亞庭灣，北與豐原市及真岡郡清水村，西與真岡郡廣地村及本斗郡本斗町，南與留多加郡三鄉村，東與大泊郡大泊町接壤。
- 是樺太少數沒有造紙工場背景的町。其他沒有造紙工場背景的町還有本斗町。

## 關連項目
- 日本廢止市町村列表
- 濱路公園站
- 留多加站

1. ↑  南樺太:概要・地名解・史実 p.254